# Michele Sanmicheli
Michele Sanmicheli (ook gespeld als Sanmmicheli, Sanmichele of Sammichele) (Verona, 1484 - 1559) was een Italiaans architect uit de renaissance. Sanmichelli ontwierp zowel wereldlijke als religieuze gebouwen en was tevens vestingbouwer. Als vestingbouwer was hij in dienst van de republiek Venetië, destijds een belangrijke machtsfactor in de Middellandse Zee. De door Sanmicheli gebouwde fortificaties zijn dan ook niet alleen in Italië terug te vinden, maar onder andere ook in Dalmatië en op de eilanden Kreta en Korfoe.

## Biografie
Sanmicheli werd geboren in Verona in de wijk San Michele. Bij zijn vader Giovanni en zijn oom Bartolomeo - beiden architect en bouwmeester - leerde hij de basisvaardigheden van zijn toekomstige beroep. Sanmicheli kwam in dienst van de Republiek Venetië en werd belast met het versterken van de vestingen in de overzeese gebieden, zoals Kreta en Korfoe. Ook werkte hij aan een fort dat de ingang van de lagune van Venetië bewaakte.
In Rome werkte hij waarschijnlijk als assistent van Antonio da Sangallo de Oude, waar hij kennis maakte met beeldhouwen en architectuur uit de klassieke oudheid. In 1509 ging hij naar Orvieto, waar hij ontwerpen maakte voor de dom van Montefiascone en de Santa Maria delle Grazie. Tevens ontwierp en bouwde hij een grafkapel voor de familie Petrucci. Diverse stadspaleizen worden eveneens aan Sanmicheli toegeschreven. Van 1509 tot 1528 was hij bouwmeester van de kathedraal van Orvieto.
In 1527 werkte Sanmicheli aan het verbeteren van de verdedigingswerken van Verona. Hij ontwierp stadspoorten die een bombardement konden doorstaan en hij paste een nieuw systeem van driehoekige hoekbastions toe. De door hem ontworpen stadspoorten - Porta San Zeno, Porta Nuova en Porta Palio - vertonen invloeden van de Romeinse architectuur.
Naast zijn werk in dienst van Venetië, ontwierp en bouwde hij ook voor particulieren, waaronder drie palazzi in Verona: het Palazzo Pompei (rond 1530), het Palazzo Canossa (1537) en het Palazzo Bevilacqua (1529). Het Palazzo Bevilacqua wordt gezien als belangrijk voorbeeld van het Maniërisme in de architectuur. Verder ontwierp hij de Cappella Pellegrini in de kerk San Bernardino in Verona, het Palazzo Corner a San Polo en Palazzo Grimani di San Luca in Venetië en de Porta Terraferma in Zadar. De door Sanmicheli gebouwde Ponte Nuovo in Verona is in de 19e eeuw afgebroken. Zijn laatste werk betreft de in 1559 gebouwde Santuario di Madonna di Campagna, even buiten Verona.